# گیر کردن

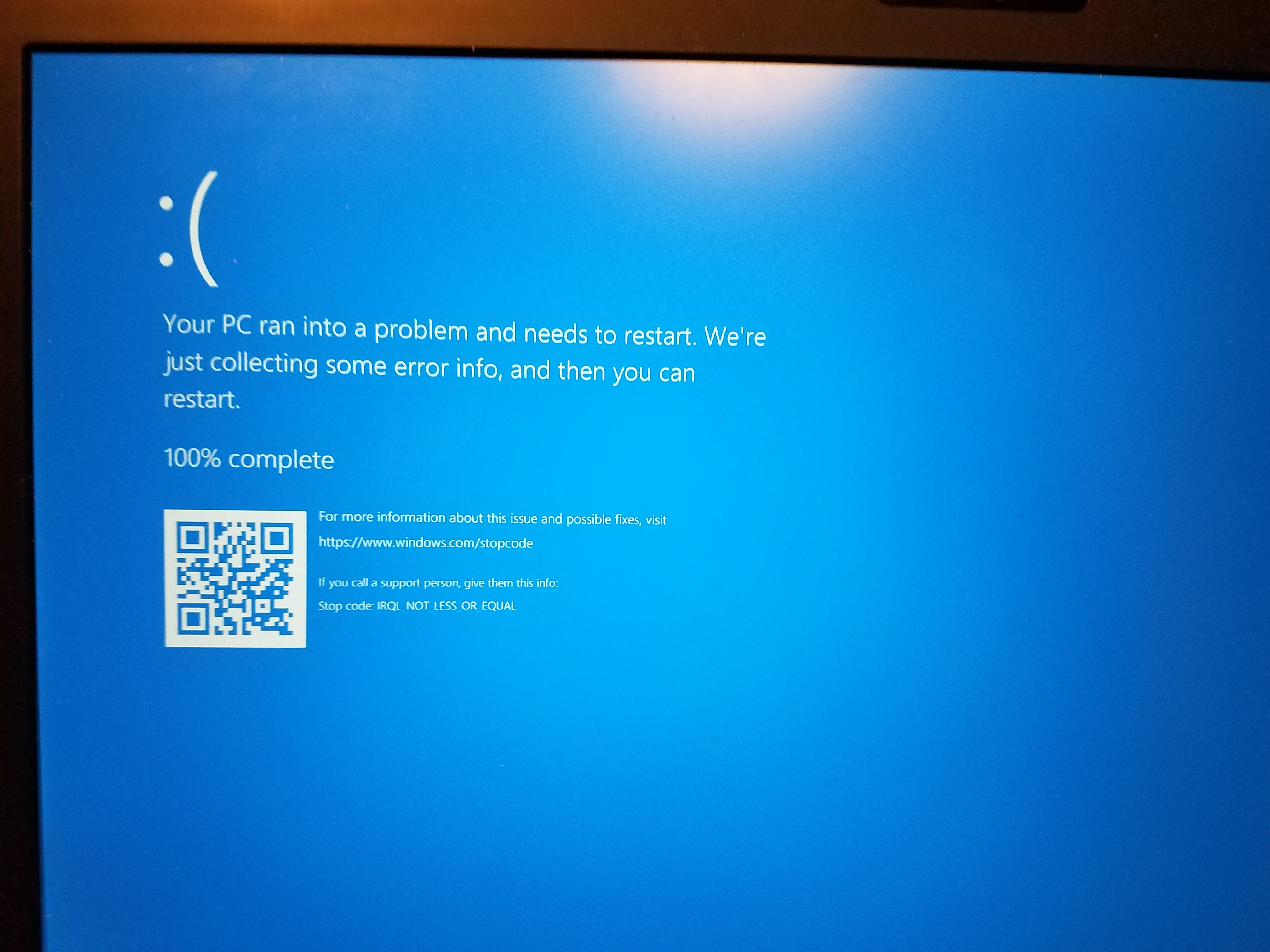
صفحه آبی ویندوز 10

گیر کردن یا هنگ کردن (به انگلیسی: hang یا freeze) اصطلاحی در رایانش است و به حالتی گفته می‌شود که در آن یک برنامه یا کل سامانه به ورودی‌ها پاسخ نمی‌دهد. در یک حالت رایج هنگ کردن در یک رایانه شخصی که دارای واسط گرافیکی کاربر است، تمامی پنجره‌هایی که متعلق به برنامهٔ گیرکرده هستند از کار می‌ایستند و به صفحه‌کلید یا موشواره پاسخ نمی‌دهد. مکان‌نما نیز ممکن است در حالتی که نشان‌دهندهٔ منتظر بودن برای پاسخ یک عملیات است بماند، مثلاً به شکل ساعت شنی یا که دایرهٔ در حال گردش درآید.
در سیستم‌عامل‌های نوین روش‌هایی برای کاربران در نظر گرفته شده است که با استفاده از آن‌ها بدون ریبوت کردن یا ثبت خروج برنامهٔ گیرکرده را پایان دهند. در شرایط وخیم که کل سامانه تحت تأثیر قرار گرفته باشد هیچ پنجره‌ای از هیچ برنامه‌ای به ورودی‌ها پاسخ نمی‌دهد و اغلب مکان‌نمایِ موشواره نیز در جای خود قفل می‌شود. در چنین شرایط تقریباً همیشه تنها راه برای خروج از این وضعیت بازراه‌اندازی سیستم است که معمولاً از راه فشردن دکمهٔ روشن/خاموش یا دکمه بازنشانی انجام می‌شود. در هنگ کردن ما شاهد هیچ گونه پیام خطا نیستیم.
هنگ کردن متفاوت از کرَش است.